# Brachymis grossa
Brachymis grossa är en skalbaggsart som beskrevs av Moser 1914. Brachymis grossa ingår i släktet Brachymis och familjen Melolonthidae. Inga underarter finns listade.